# Шанчуров, Сергей Михайлович
Сергей Михайлович Шанчуров (род. 1952) — советский и российский учёный, доктор технических наук (1993), профессор (2002).
Специалист в области физико-химических и тепловых процессов при сварке и в спецэлектрометаллургии, автор более 200 печатных работ, включая монографии и учебник для студентов вузов, а также нескольких изобретений и патентов.

## Биография
Родился 7 мая 1952 года в Барнауле.

### Образование
В 1974 году окончил с отличием механико-технологический факультет Алтайского политехнического института (АПИ, ныне Алтайский государственный технический университет) по специальности «Оборудование и технология сварочного производства». В 1979 году окончил аспирантуру Уральского политехнического института (УПИ, ныне Уральский государственный технический университет и в этом же году защитил кандидатскую диссертацию на тему «Разработка математической модели процессов взаимодействия металла со шлаком при электрошлаковом переплаве и электрошлаковой сварке». В 1993 году защитил докторскую диссертацию на тему «Совершенствование электрошлаковых технологий на основе исследования и математического моделирования процессов взаимодействия металла, шлака и газа».

### Деятельность
По окончании Алтайского политехнического института, с 1974 по 1976 год работал инженером и старшим инженером Алтайского политехнического института. После защиты кандидатской диссертации, в 1980—1984 годах — старший преподаватель и доцент кафедры «Оборудование и технология сварочного производства» АПИ. В 1984—2010 годах работал в Уральском политехническом университете (УПИ-УГТУ) на кафедре «Технология сварочного производства»: с 1984 года — доцента с 1994 года — профессор, с 2004 по 2010 год — заведующий кафедрой «Строительные конструкции».
В 1987—1988 годах С. М. Шанчуров находился на научной стажировке в университете Аризоны (Тусон, США). В 1995—1997 годах по контракту работал в Окленде в Новозеландском сварочном центре.
Вернувшись в Россию, с 1998 по 2010 год работал проректором УГТУ по международным связям. С 2010 по 2012 год был заведующим кафедрой управления городским хозяйством и рынком недвижимости, а также директором института городского хозяйства и недвижимости Уральского государственного экономического университета. С 2012 года по настоящее время является заведующим кафедрой энергетики Уральского государственного лесотехнического университета.
Председатель совета главных специалистов по сварке и лазерным технологиям Союза предприятий оборонных отраслей промышленности Свердловской области и член Коллегии национальных экспертов стран СНГ по лазерам и лазерным технологиям международной научно-технической организации «Лазерная ассоциация».
Почетный работник высшего профессионального образования РФ, Почетный работник просвещения Монголии (за подготовку квалифицированных специалистов для Монголии). Почетный профессор Костанайского социально-технического университета им. Академика З. Алдамжара (Республика Казахстан).